# Primorska klasolika
Primorska klasolika (jednostrani brčak; lat. Festuca maritima, sin. Vulpia unilateralis), biljna vrsta porodice trava iz Europe i Azije. Nekada je bila uključivana u rod Vulpia (brčak), sinonim roda vlasulja (Festuca). Pripadaju podtribusu Loliinae.
Biljka raste i u Hrvatskoj.

## Sinonimi
- Agropyron hispanicum (Reichard) C.Presl
- Agropyron nardus Chevall.
- Agropyron unilaterale (L.) P.Beauv.
- Brachypodium biunciale (Vill.) Roem. & Schult.
- Brachypodium hispanicum (Reichard) Rchb.
- Brachypodium montanum (Boiss. & Reut.) Nyman
- Brachypodium psilanthum Link
- Brachypodium tenuiflorum (Schrad.) Roem. & Schult.
- Brachypodium unilaterale (L.) P.Beauv.
- Catapodium montanum (Boiss. & Reut.) Laínz
- Catapodium unilaterale (L.) Griseb.
- Festuca divaricata Sieber ex Steud.
- Festuca krausei Regel
- Festuca lolioides Trin. ex Steud.
- Festuca smithii Kunth
- Festuca tenuiflora Schrad.
- Festuca unilateralis (L.) Schrad.
- Festucaria psilantha (Link) Link
- Micropyrum tenellum f. aristatum (Tausch) Lambinon
- Nardurus elegans Drobow
- Nardurus gandogeri Gredilla
- Nardurus krausei (Regel) V.I.Krecz. & Bobrov
- Nardurus maritimus (L.) Murb.
- Nardurus maritimus subsp. aristatus (W.D.J.Koch) Tzvelev
- Nardurus maritimus subvar. dasyanthus Maire
- Nardurus maritimus subsp. krausei (Regel) Tzvelev
- Nardurus maritimus subvar. leianthus Maire
- Nardurus maritimus var. trabutii Maire
- Nardurus maritimus var. villosus (Maire) Tzvelev
- Nardurus montanus Boiss. & Reut.
- Nardurus tenuiflorus (Schrad.) Boiss.
- Nardurus woronowii Schischk.
- Triticum biunciale Vill.
- Triticum gracile Chaix
- Triticum hispanicum Viv.
- Triticum hispanicum Reichard
- Triticum maritimum Viv.
- Triticum unilaterale L.
- Triticum unilaterale var. acutum Desv.
- Vulpia hispanica (Reichard) Kerguélen
- Vulpia hispanica subsp. montana (Boiss. & Reut.) Devesa
- Vulpia maritima Gray
- Vulpia nardus Dumort.
- Vulpia tenuiflora (Schrad.) Heynh.
- Vulpia unilateralis (L.) Stace
- Vulpia unilateralis subsp. aristata (W.D.J.Koch) D.Rivera & M.A.Carreras
- Vulpia unilateralis subsp. montana (Boiss. & Reut.) Cabezudo, Devesa, Tormo, F.M.Vázquez & J.M.Nieto
- Vulpia unilateralis subsp. tomentosa Faramarzi & Rahimin.